# 金迪 (演员)
金迪（1933年2月25日—2022年4月3日），原名金慧琴，曾用名金狄，原籍江苏苏州，出生于上海，中国电影表演艺术家，新中国人民演员。